# قدرة شرائية

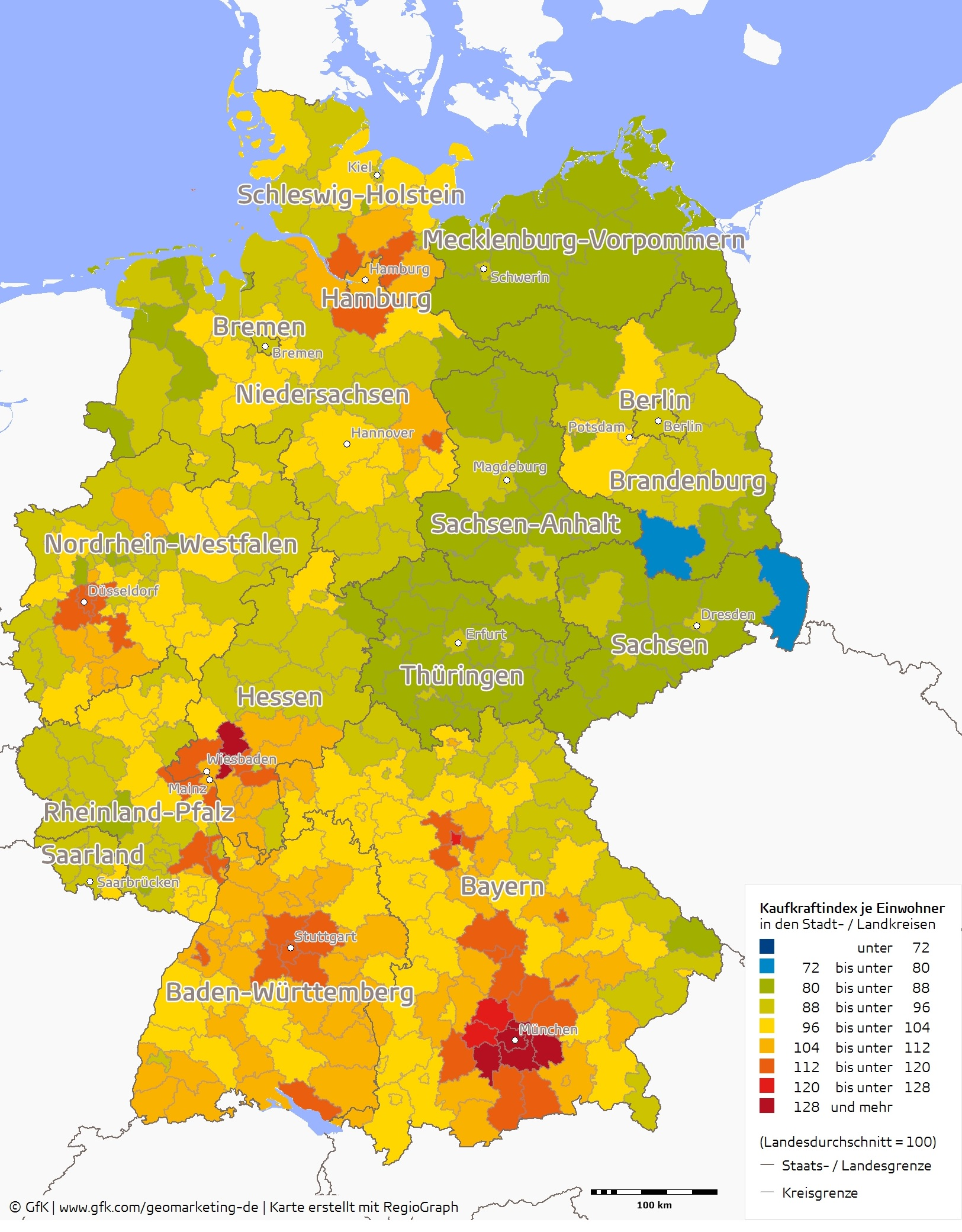

القدرة الشرائية أو القوة الشرائية -أحيانًا تسمى بأثر رجعي تعديل للتضخم- هي عدد وجودة أو قيمة السلع والخدمات التي يمكن شراؤها بوحدة من العُملة. على سبيل المثال، إذا قام شخص ما بأخذ وحدة العملة إلى متجر في الخمسينيات، فمن المحتمل أنه سيتمكن من شراء عدد أكبر من العناصر عما هو عليه الحال اليوم، مما يعني أن القدرة الشرائية كانت أكبر في الخمسينيات. قد تكون العملة إما من أموال السلع، مثل الذهب أو الفضة، أو النقد الإلزامى الصادر من المؤسسات الحكومية الخاضعة للعقوبات.

## نظرة عامة
تقليديا، كانت القدرة الشرائية للمال تعتمد بشكل كبير على القيمة المحلية للذهب والفضة، ولكنها كانت أيضا رهنا بتوافر وطلب بعض السلع في السوق.
معظم العملات الورقية الحديثة -مثل الدولار الأمريكى- يتم تداولها مقابل بعضها البعض وأموال السلع في السوق الثانوية بغرض التحويل الدولي لسداد البضائع والخدمات. و كما أشار آدم سميث، فإن الحصول على المال يمنح المرء القدرة على «قيادة» اقتصاديات عمل الآخرين، لذا فإن القدرة الشرائية إلى حد ما هي السلطة على الآخرين، لدرجة أن البعض مستعدون للمخاطرة بعملهم أو سلعهم مقابل المال أو العُملة.
إذا ظل الدخل النقدي للفرد على حاله مع ارتفاع معدل مستوى المعيشة، فإن ذلك يعني انخفاض القدرة الشرائية لهذا الدخل. التضخم الاقتصادي لا يعني دائما انخفاض القدرة الشرائية لدخل الفرد المالي، لأن دخل الفرد قد يرتفع بشكل أسرع من مستوى السعر. الدخل الحقيقي الأعلى يعني قدرة شرائية أعلى. لأن الدخل الحقيقي يشير إلى الدخل المعدل للتضخم.
بالنسبة لمؤشر سعر، عادة ما يتم تطبيع قيمته في سنة الأساس إلى قيمة 100. إن القدرة الشرائية لوحدة العملة -مثل الدولار- في سنة معينة، والتي يتم التعبير عنها بالدولارات للسنة الأساسية هي 100/س حيث س هو مؤشر السعر في تلك السنة. و بالتالي تقل القدرة الشرائية للدولار كلما ارتفع مستوى السعر.
يمكن حساب القدرة الشرائية في أموال اليوم من مبلغ ل من المال في عدد ن من السنوات عن طريق الصيغة الآتية الخاصة بالقيمة الحالية:   لن = ل(1+ع)ن        : حيث ع  هو معدل التضخم الإقتصادي السنوي المفترض في المستقبل.
قام آدم سميث باستخدام ساعة من العمل كوحدة القدرة الشرائية، لذا يتم قياس القيمة في ساعات العمل المطلوبة لإنتاج كمية معينة (أو لإنتاج بعض الأشياء الجيدة الأخرى بقيمة كافية لشراء نفس الكمية).